# Hipòlit Bouchard
Hippolyte de Bouchard, conegut com a Hipòlit Bouchard o Hipòlit Buchardo (Bormes-els-Mimoses, prop de Saint-Tropez, França, 15 de gener de 1780 - Perú, 4 de gener de 1837) va ser un militar i corsari francès amb nacionalitat argentina, que va lluitar al servei de les Províncies Unides del Riu de la Plata i del Perú.

Era liberal i antimonàrquic, i va ser un dels corsaris que va complir un important paper en les lluites per la independència argentina. Entre les seves accions més rellevants es troben els setges a les costes de Califòrnia i Centreamèrica, així com els seus combats a les costes peruanes i equatorianes. Es va caracteritzar per un dur caràcter que el va portar a protagonitzar diversos incidents amb la seva tripulació i a prendre represàlies contra els qui s'insubordinaven.